# Ischnura isoetes
Ischnura isoetes is een libellensoort uit de familie van de waterjuffers (Coenagrionidae), onderorde juffers (Zygoptera).
De wetenschappelijke naam van de soort is voor het eerst geldig gepubliceerd in 1949 door Maurits Anne Lieftinck.

## Synoniemen
- Ischnura blumi Lohmann, 1979